# Man No Run
Pour plus de détails, voir Fiche technique et Distribution.
Man No Run est un film français réalisé par Claire Denis et sorti en 1989.

## Synopsis
En 1988, le groupe camerounais Les Têtes brûlées entreprend sa première tournée en France.

## Fiche technique
- Titre : Man No Run
- Réalisation : Claire Denis
- Scénario : Claire Denis
- Photographie : Pascal Marti et Jean-Bernard Menoud - Cadre : Agnès Godard
- Son : Daniel Ollivier et Georges Prat
- Montage : Dominique Auvray
- Musique : Les Têtes brûlées
- Producteur: Jean-François Casamayou
- Production : Casa Films
- Pays d'origine :  France
- Durée : 90 minutes
- Date de sortie : France - 18 octobre 1989[1]

## Distribution
- Jean-Marie Ahanda
- Georges Essono
- Roger Bekongo
- André Afata

## Sélections
- Berlinale 1989[2]
- Festival international du film de Toronto 1989[3]